# 羽後三輪站
羽後三輪站（日语：／ Ugo-Miwa eki */?）是位於秋田縣舊·雄勝郡三輪村貝澤雀田（現時：雄勝郡羽後町貝澤雀田），羽後交通雄勝線的鐵路車站（廢站）。

## 歷史
- 1928年（昭和3年）8月10日：雄勝鐵道湯澤站至西馬音內站之間開通，此站啟用[1][2][3][4]。
- 1943年（昭和18年）10月16日：隨著執行陸上交通事業調整法（日语：陸上交通事業調整法）而進行公司合併，此站成為橫莊鐵道車站[2][3]。
- 1944年（昭和19年）6月1日：公司改名為羽後鐵道。此線的名稱定為雄勝線。使此站成為羽後鐵道雄勝線車站[1][2][5]。
- 1947年（昭和22年）
  - 7月23日：當區發生暴雨，使路基和橋腳被損，雄勝線整段暫停營業，此站也暫停營業[3][6]。
  - 8月14日：羽後山田站至梺站之間重開，此站暫時成為起點站[3][6]。
- 1952年（昭和27年）2月15日：公司改名為羽後交通。使此站成為羽後交通雄勝線車站[1][2][3][5]。
- 1970年（昭和45年）10月1日：暫停此站的車載貨物起卸業務[7]。
- 1971年（昭和46年）7月26日：廢除此站的閉塞系統[3][4]。
- 1973年（昭和48年）4月1日：雄勝線廢線，此站也被廢除[1][2][3][5]。

## 車站構造
截至廢站前，此站是地面車站，設有1面1線的島式月台（只使用單邊）。在晩年廢除交會設備前，此站設有1面2線的島式月台，當時可進行列車交會。外側（西邊）是下行線（梺方向），靠近站舍一方（東邊）是上行線（湯澤方向）。此站設有側線，在上行線設有向東分岔的側線，該側線在站舍之間通過。在站舍東邊設有貨物起卸處，該處設有1條貨物線。在貨物起卸處設有農業倉庫。在廢除閉塞後，側線的狀況不明。
此站是直營車站。站舍是在站內東北方，與月台北邊斜道之間設有站內平交道連接。
關於閉塞廢除前的列車交會路籤，湯澤站至此站之間為「○」，此站至西馬音內站之間為「□」。另外在1965年（昭和40年）12月8日前的列車交會路籤，羽後山田站至此站之間為「○」，此站至西馬音內站之間為「□」。

## 車站周邊
此站是舊・雄勝郡三輪村的中心車站。
- 秋田縣道276號下開清水線（日语：秋田県道276号下開清水線） - 車站與附近路軌遺址變成該道路。
- 國道398號（日语：国道398号）柳田繞道 - 車站與附近路軌遺址變成該道路。
- 三輪郵局
- 羽後町立三輪中學（日语：羽後町立三輪中学校）
- 羽後町立三輪小學

## 現狀
截至1995年（平成7年），車站遺址變成合作市集。截至2007年（平成19年）5月，遺址建設了農業協同組合的大樓，在大樓旁還看見推測為混凝土製月台地基。截至2010年（平成22年），該大樓為JA小町三輪支店。

## 相鄰車站
羽後交通
雄勝線
貝澤－羽後三輪－阿久利子

## 注腳
1. 1 2 3 4  《日本鉄道旅行地図帳 全線全駅全廃線 2 東北》（監修：今尾惠介，新潮社，2008年6月發行）43頁。
2. 1 2 3 4 5  《新 鉄道廃線跡を歩く1 北海道・北東北編》（JTB出版，2010年4月發行）222頁。
3. 1 2 3 4 5 6 7 8 9  《新 消えた轍 3 東北》（著：寺田裕一，Neko出版，2010年8月發行）30,32-33,36頁。
4. 1 2 3 4  《私鉄の廃線跡を歩くI 北海道・東北編》（著：寺田裕一，JTB出版，2007年9月發行）165頁。
5. 1 2 3 4 5 6  《私鉄の廃線跡を歩くI 北海道・東北編》（著：寺田裕一，JTB出版，2007年9月發行）106-109頁。
6. 1 2  《RM LIBRARY 52 羽後交通雄勝線》（著：若林宣，Neko出版，2003年11月發行）17頁。
7. 1 2 3 4 5 6 7  《RM LIBRARY 52 羽後交通雄勝線》（著：若林宣，Neko出版，2003年11月發行）4,15,19,20-21,27,30,32-33,37頁。
8. ↑  《鉄道廃線跡を歩く》（JTB出版，1995年11月發行）37頁。
9. ↑  《新 鉄道廃線跡を歩く1 北海道・北東北編》（JTB出版，2010年4月發行）199-201頁。

## 相關項目
- 日本鐵路車站列表 U